# Gmina Kaisma
Gmina Kaisma (est. Kaisma vald) – była gmina wiejska w Estonii, w prowincji Parnawa.
27 października 2009 r. gmina Kaisma została połączona z gminą Vändra.
W skład gminy wchodziło 7 wsi: Kaisma, Kergu, Kõnnu, Metsavere, Metsaküla, Rahkama i Sohlu.